# Rolf Bierhoff
Rolf Bierhoff (* 3. Dezember 1938 in Köln) ist ein ehemaliger deutscher Fußballtorhüter und Manager in der Energiewirtschaft.

## Werdegang
Bierhoff spielte in der Jugend gemeinsam mit Karl-Heinz Schnellinger bei der SG Düren 99 sowie in der deutschen Jugendnationalmannschaft, mit der beide im April 1957 am UEFA-Juniorenturnier in Spanien teilnahmen. Bereits 1956 hatten beide – ebenso wie der vom 1. FC Köln stammende Fritz Pott – gemeinsam für eine westdeutsche Juniorenauswahlmannschaft auf dem Spielfeld gestanden. In der Vertragsspielermannschaft von Düren 99 war der noch 17-jährige Bierhoff zweiter Torwart hinter dem Stammkeeper Willi Hamacher. Diesen vertrat er vor großer Kulisse von rund 10.000 Zuschauern in der Heimspielniederlage gegen die aus der Oberliga West abgestiegene Borussia Mönchengladbach, die am Ende der Saison 1957/58 als Tabellenzweiter den direkten Wiederaufstieg schaffte.
Nach dem Abitur, das Bierhoff 1958 am Stiftischen Gymnasium Düren machte, nahm er an der Technischen Hochschule Karlsruhe ein Ingenieurstudium auf. Parallel schloss er sich dem Karlsruher SC an, der in der Oberliga Süd spielte. Allerdings hatte er dort in der Saison 1958/59 nur einen einzigen Punktspieleinsatz. Auch in der Universitätsauswahlmannschaft hütete er das Tor, in der er zusammen mit dem späteren SAP-Mitbegründer Dietmar Hopp bzw. dem späteren Europa-Park-Gründer und -Leiter Roland Mack spielte, wobei er gemeinsam mit Letzterem 1968 im italienischen Verona ein internationales Universitätsturnier gewann. Von 1959 bis 1961 spielte er erneut bei der SG Düren 99, die inzwischen in die drittklassige Verbandsliga Mittelrhein abgestiegen war. Ab 1962 war er während seines Studiums in Karlsruhe beim badischen Amateurklub ASV Durlach aktiv. Mit dem Klub stieg er 1965 unter Trainer Kurt Ehrmann in die Drittklassigkeit auf. Aufgrund eines durch einen Faustschlag erlittenen Jochbeinbruchs musste er 1967 zeitweise pausieren, ehe er 1968 aus beruflichen Gründen seine Karriere endgültig beendete.
Bis 2002 war Bierhoff bei RWE tätig; dabei leitete er zwischen 1984 und 1989 als Vorstand die Vereinigte Saar-Elektrizität. Später saß er unter anderem im Aufsichtsrat der VSE, aber auch in den Kontrollgremien des Hamburger Flughafens oder der SaarLB.

## Familie
Bierhoff ist Sohn des Juristen Eduard Bierhoff und der Vater des ehemaligen Fußball-Nationalspielers und DFB-Funktionärs Oliver Bierhoff sowie der Fernsehmoderatorin Nicole Bierhoff. Der Rennfahrer Bernd Schneider war zeitweise sein Schwiegersohn.